# Marabou
 (juin 2020).
Si vous disposez d'ouvrages ou d'articles de référence ou si vous connaissez des sites web de qualité traitant du thème abordé ici, merci de compléter l'article en donnant les références utiles à sa vérifiabilité et en les liant à la section « Notes et références ».
Pour les articles homonymes, voir Marabout.

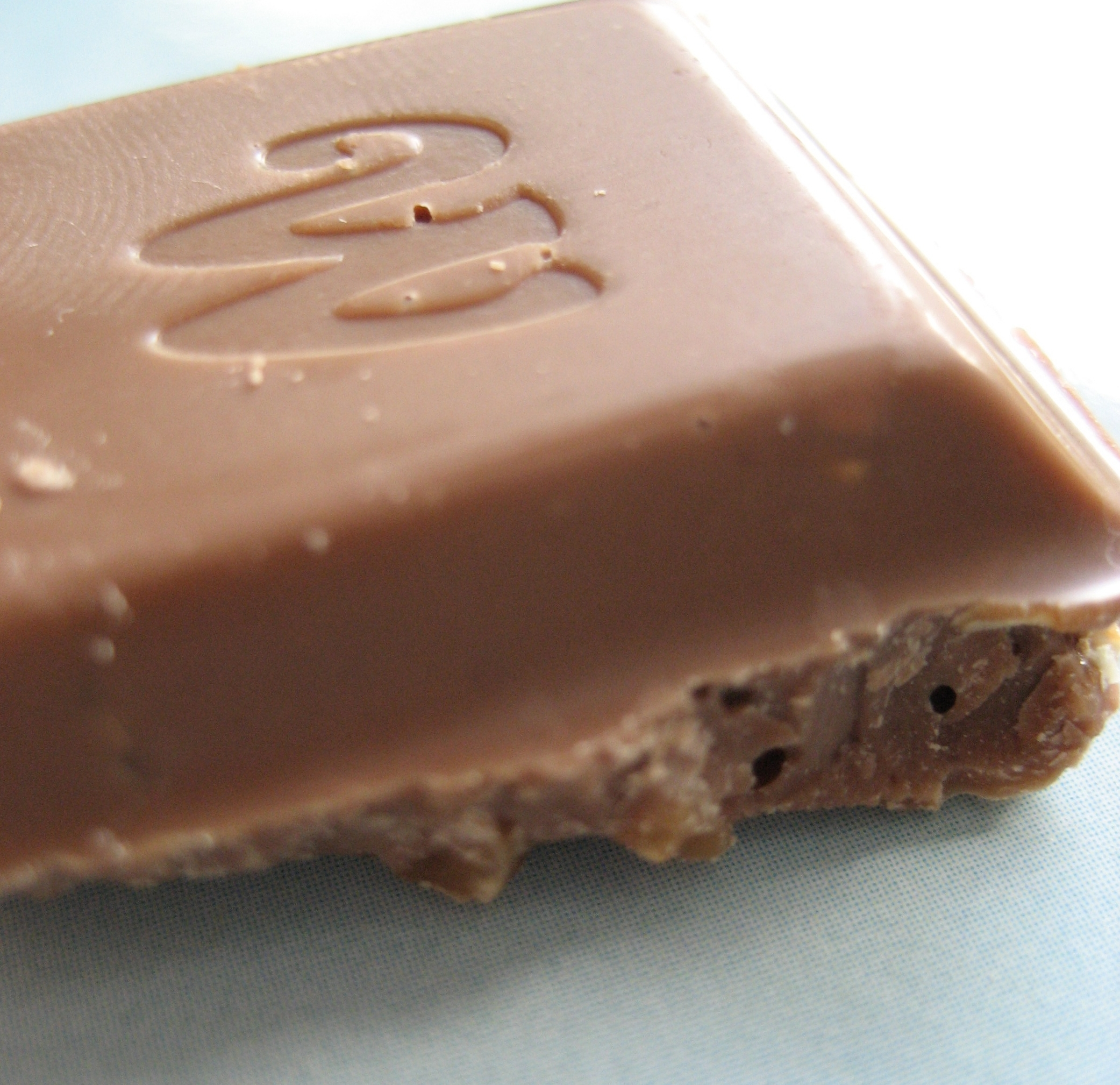
Un morceau de la barre chocolatée Daim.

Marabou est une marque suédoise de chocolat, qui est aujourd'hui détenue par Mondelez International. Il s'agissait à l'origine d'une entreprise fondée en 1916 et disparue par absorption en 1990. Marabou est fournisseur officiel de la cour royale de Suède (suédois : Kunglig hovleverantör).

## L'entreprise
La société par action Fabrique de chocolat Marabou (suédois : Chokladfabriken Marabou) est fondée en 1916 à l'initiative de l'homme d'affaires norvégien Johan Throne Holst, déjà propriétaire en Norvège de la marque Freia. La production commence en 1919 dans une usine située à Sundbyberg, près de Stockholm.
Freja étant déjà une marque déposée en Suède, Holst est contraint d'y adopter un nom différent, et son choix se porte sur Marabou. Le marabout d'Afrique est en effet utilisé par Freia comme symbole visuel, et on juge que le mot a une consonance sympathique. Le symbole cesse ensuite d'être utilisé : le marabout étant un oiseau charognard, il n’était pas adapté à l’image de marque.
Entre 1941 et 1962, Marabou détient et développe la société Findus. Avec le temps, l'usine de Sundbyberg devient vétuste, et la production déménage dans les années 1970 vers un nouveau site, situé à Upplands Väsby, où elle se trouve toujours aujourd'hui (2012)[réf. nécessaire].
En 1990, Freia rachète Marabou, donnant naissance à une nouvelle entreprise baptisée simplement Freia-Marabou. Après plusieurs changements d'actionnaires, c'est finalement Kraft Foods qui en prend le contrôle en 1993, pour trois milliards de couronnes. Les deux marques Freia et Marabou existent toutefois toujours[réf. nécessaire].

## Produits
La marque Marabou est essentiellement utilisée pour des plaques de chocolat de tous types : au lait, noir, aux noisettes, etc. Parmi les barres chocolatées Marabou, on peut citer entre autres : Japp, Dubbelnougat et Daim. Les assortiments de chocolats en boîtes ont pour nom : Aladdin, Noblesse ou encore Fortuna. Les confiseries en sachet incluent notamment Twist, Non stop et Never stop.

## Marketing
Le slogan « Mmm... Marabou » apparait pour la première fois dans un film publicitaire de 1956, avec les comédiens Sture Lagerwall et Yvonne Lombard. Ce slogan est encore utilisé aujourd'hui, même si de nombreux autres ont été imaginés au cours des décennies, comme par exemple « Le goût qu'on n'oublie jamais » (suédois : Smaken man aldrig glömmer) dans les années 1980, « Bons petits moments » (suédois : Små goda ögonblick) en 2002, « Le goût que l'on veut retrouver » (suédois : Smaken man vill tillbaka till) en 2004-2005, « Combien de carrés pour te rendre heureux ? » (suédois : Hur många rutor gör dig glad?) et « Marabou, un peu plus de mmm dans la vie » (suédois : Marabou, lite mer mmm i livet).
Les campagnes promotionnelles concernent surtout le chocolat au lait.

## Mondelēz  contre Mars
En 2009, les M&M's de la société Mars ne sont plus vendus en Suède à la suite d'un accord de non-concurrence passé avec la société Mondelēz. En effet le « m » minuscule du logo M&M's est très proche du « m » minuscule de la marque Marabou qui l'utilise depuis 1957.
En 2016, après une décision de justice, la société Mars ne peut plus proposer à la vente ses M&M's en Suède tant que le produit porte le logo doté des deux « m » minuscules. La Suède reconnaît « le droit de jouissance exclusif, du fait de l’usage, du signe "m" » pour la vente de dragées enrobées de chocolat,.